# Marko Mrđenović
Marko Mrđenović (* 19. August 1984 in Rijeka) ist ein ehemaliger kroatischer Handballspieler.
Mrđenović begann im Alter von vier Jahren mit dem Handballspielen in Našice. Im Alter von 18 Jahren spielte er bei RK Bjelovar. Der 1,97 Meter große und 95 Kilogramm schwere Außenspieler stand bis Juni 2021 bei RK Našice unter Vertrag. Im Jahr 2021 beendete er seine Karriere als Handballspieler.
Mit den Teams aus Bjelovar und Našice spielte er auch im EHF-Pokal (2003/2004, 2008/2009, 2009/2010). 
Marko Mrđenović stand im Aufgebot der kroatischen Nationalmannschaft. Er wurde in den erweiterten Kader für die Europameisterschaft 2010 nominiert.